# انفجار الضجيج
انفجار الضجيج (بالإنجليزية: Burst noise)‏ هو نوع من الضوضاء الإلكترونية التي تحدث في أشباه الموصلات وغشاء الرقيق المؤكسد. وتسمى أيضًا ضوضاء التلغراف العشوائية (RTN) أو ضوضاء الفشار أو ضوضاء النبض أو ضوضاء ثنائية الاستقرار أو ضوضاء إشارة التلغراف العشوائية (RTS).
milliseconds milliseconds milliseconds وهو يتألف من انتقالات مفاجئة تشبه الخطوة بين اثنين أو أكثر من مستويات الجهد أو التيار المنفصل، تصل إلى عدة مئات من microvolts ، في أوقات عشوائية وغير متوقعة. كل نوبة في جهد أو تيار الإزاحة تدوم غالبًا من عدة ميلي ثانية إلى ثوانٍ، وتبدو وكأنها طقطقة منشار الفشار إذا تم توصيلها بمكبر صوت.
popcorn وقد لوحظت ضوضاء الفشار لأول مرة عند استخدام الصمام الثنائي، ومن ثم تم اكتشافها مجددا عند تسويق واحد من اوائل مضخمات اشباه الموصلات؛ 709. لا يوجد مصدر وحيد للضوضاء الفشار نظريًا لشرح تلك الأحداث، ولكن السبب الأكثر شيوعًا هو الاحتجاج العشوائي وإطلاق ناقلات الشحنة في واجهات الأغشية الرقيقة أو في مواقع الخلل في بلورات أشباه الموصلات. في هذه الحالات حيث يكون لها تاثير كبير على الأداء (مثل بوابة MOS أو في منطقة القطب) ،ا يامكن أبمكن ان يكون لها تاثير كبير على الإشارة الصادرة أأو ن تحدث هذه العيوب بسبب عمليات التصنيع، مثل زرع الأيونات الثقيلة، أو الآثار الجانبية غير المقصودة مثل تلوث السطح.
(op-amps)mمن المستطاع ان يتم الكشف لكل عينة (op-amps) عن تلك الضوضاء باستخدام دوائر الكشف عن قمم الضوضاء، يتم ذلك الفحص لاستخدامات معينة يهم فيها تقليل الضوضاء.
يتم صياغة ضوضاء الانفجار رياضياً عن طريق عملية التلغراف، وهي عملية مؤشر ستوكاستيك مستمرة في الوقت المستمر تقفز بشكل متقطع بين قيمتين متميزتين.
- انتقال الإلكترون الذري
- عملية التلغراف

## روابط خارجية
- مراجعة ضوضاء الفشار والتصفية الذكية ، www.advsolned.com